# Thurlow Weed

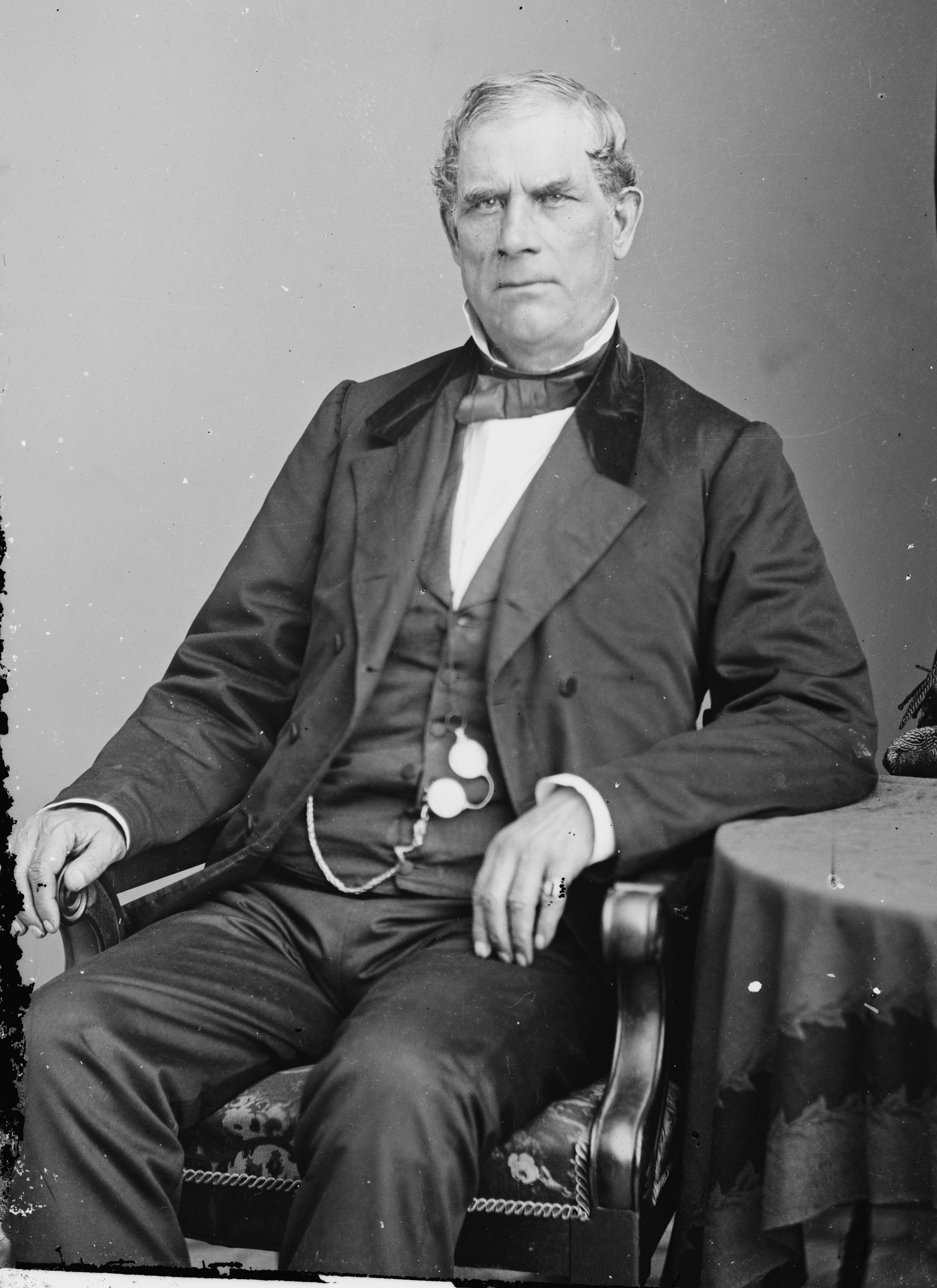
Thurlow Weed.

Thurlow Weed, född 15 november 1797 i Cairo i delstaten New York, död 22 november 1882 i New York, var en amerikansk tidningsman och politiker.
Weed började sin bana som lärling på ett tryckeri, övergick 1818 från typografyrket till tidningsmannabanan och utgav i staten New York efter vartannat flera landsortstidningar. Åren 1830–1863 var han utgivare av Evening Journal i Albany, whigpartiets främsta organ i staten och med åren alltmer inflytelserik i de nordöstra staterna över huvud. Weed bekämpade där energiskt slaveriet och hade en inte obetydlig andel i Lincolns seger vid presidentvalet 1860. Han sändes 1861 till Europa på en diplomatisk mission för att söka hindra europeisk inblandning i inbördeskriget till sydstaternas förmån. Åren 1867–1868 utgav han i New York tidningen Commercial Advertiser. Efter hans död utkom The life of Thurlow Weed (1884); den innefattar dels hans av dottern Harriet A. Weed utgivna självbiografi, dels en levnadsteckning över Weed av dottersonen Thurlow Weed Barnes.